# Folketingswahl 1964
- F: 10
- A: 76
- B: 10
- Sonst.: 4
- D: 38
- U: 5
- C: 36

Die Folketingwahl 1964 am 22. September war die 50. Wahl zum dänischen Parlament, dem Folketing. Ausgeschrieben wurde die Wahl am 1. August desselben Jahres. Die Wahl brachte nur geringfügige Veränderungen in den Folketing. So konnte einzig Det Konservative Folkeparti vier Mandate dazugewinnen, zuungunsten der kleineren Parteien. Die Slesvigsk parti verlor ihr einziges Wahlkreismandat und war somit nicht mehr vertreten. Die Sozialdemokraten setzten ihre Arbeit in der Regierung Krag II fort, allerdings nun ohne Beteiligung der Radikale Venstre.

## Wahlmodus
Wahlberechtigt zur Folketingswahl waren alle dänischen Staatsbürger, die das 21. Lebensjahr vollendet hatten und einen Wohnsitz in Dänemark besaßen. Jeweils zwei Mandate wurden auf den Färöern und auf Grönland vergeben, 175 Mandate wurden im übrigen Dänemark in einer Verhältniswahl vergeben. Dabei wurden zunächst 135 so genannte Wahlkreismandate (kredsmandater) auf die 23 Groß- und Amtskreise (stor- og amtskredse) aufgetrennt und dort nach dem regionalen Stimmverhältnis verteilt. Anschließend wurden landesweit nochmals weitere 40 Ausgleichsmandate (tillægsmandater) ausgegeben, um den Stimmverhältnissen möglichst nahe zu kommen. Für diese Mandatsverteilung galt eine Zwei-Prozent-Hürde, die allerdings mit einem Wahlkreismandat umgangen werden konnte.

## Ergebnisse

### Dänemark
| Partei                                                  | Liste              | Stimmen   | Prozent   | ± %       | Sitze     | ± Sitze   |
| ------------------------------------------------------- | ------------------ | --------- | --------- | --------- | --------- | --------- |
| Socialdemokratiet Sozialdemokraten                      | A                  | 1.103.667 | 41,9 %    | −0,2      | 76        | ▬ 0       |
| Venstre Liberale Partei                                 | D                  | 0.547.770 | 20,8 %    | −0,3      | 38        | ▬ 0       |
| Det Konservative Folkeparti Konservative                | C                  | 0.527.798 | 20,1 %    | +2,2      | 36        | ▲ 4       |
| Socialistisk Folkeparti Sozialistische Volkspartei      | F                  | 0.151.697 | 05,8 %    | −0,3      | 10        | ▼ 1       |
| Det Radikale Venstre Sozialliberale                     | B                  | 0.139.702 | 05,3 %    | −0,5      | 10        | ▼ 1       |
| De Uafhængige Die Unabhängigen                          | U                  | 0.065.756 | 02,5 %    | −0,8      | 05        | ▼ 1       |
| Danmarks Retsforbund Gerechtigkeitsbund                 | E                  | 0.034.258 | 01,3 %    | −0,9      | 0         | –         |
| Danmarks Kommunistiske Parti Kommunistische Partei      | K                  | 0.032.390 | 01,2 %    | +0,1      | 0         | –         |
| Dansk samling Dänische Einheit                          | R                  | 0.009.747 | 00,4 %    | neu       | 0         | –         |
| Slesvigske Parti Schleswigsche Partei                   | S                  | 0.009.274 | 00,4 %    | −0,0      | 0         | ▼ 1       |
| Fredspolitisk folkeparti Friedenspolitische Volkspartei | M                  | 0.009.070 | 00,3 %    | neu       | 0         | –         |
| Parteilose                                              | Parteilose         | 0.000.255 | 00,0 %    | +0,0      | 0         | –         |
|                                                         |                    |           |           |           |           |           |
| Wahlberechtigte                                         | Wahlberechtigte    | 3.088.269 | 3.088.269 | 3.088.269 | 3.088.269 | 3.088.269 |
| Abgegebene Stimmen                                      | Abgegebene Stimmen | 2.640.856 | 2.640.856 | 2.640.856 | 2.640.856 | 2.640.856 |
| Gültige Stimmen                                         | Gültige Stimmen    | 2.631.384 | 2.631.384 | 2.631.384 | 2.631.384 | 2.631.384 |
| Wahlbeteiligung                                         | Wahlbeteiligung    | 85,5 %    | 85,5 %    | 85,5 %    | 85,5 %    | 85,5 %    |

### Färöer
| Partei                                | Stimmen | Prozent | ± %    | Sitze  | ± Sitze |  |
| ------------------------------------- | ------- | ------- | ------ | ------ | ------- |  |
| Javnaðarflokkurin Sozialdemokraten    | 4.133   | 39,3 %  | +5,1   | 1      | ▬ 0     |  |
| Sambandsflokkurin Unionisten          | 3.121   | 29,7 %  | +7,7   | 1      | ▬ 0     |  |
| Fólkaflokkurin Volkspartei            | 2.622   | 25,0 %  | +5,1   | 0      | –       |  |
| Framburðsflokkurin Fortschrittspartei | 0.631   | 06,0 %  | neu    | 0      | –       |  |
|                                       |         |         |        |        |         |  |
| Wahlberechtigte                       | 21.040  | 21.040  | 21.040 | 21.040 | 21.040  |  |
| Abgegebene Stimmen                    | 10.563  | 10.563  | 10.563 | 10.563 | 10.563  |  |
| Gültige Stimmen                       | 10.507  | 10.507  | 10.507 | 10.507 | 10.507  |  |
| Wahlbeteiligung                       | 50,2 %  | 50,2 %  | 50,2 % | 50,2 % | 50,2 %  |  |

### Grönland
| Kandidat             | Stimmen                                                          | Prozent                                                          | Sitze                                                            | ± Sitze                                                          |                      |
| 1. Aufstellungskreis | 1. Aufstellungskreis                                             | 1. Aufstellungskreis                                             | 1. Aufstellungskreis                                             | 1. Aufstellungskreis                                             | 1. Aufstellungskreis |
| -------------------- | ---------------------------------------------------------------- | ---------------------------------------------------------------- | ---------------------------------------------------------------- | ---------------------------------------------------------------- | -------------------- |
| Knud Hertling        | 2.697                                                            | 73,5 %                                                           | 1                                                                | ▲ 1                                                              |                      |
| Peter Nielsen        | 0.971                                                            | 26,5 %                                                           | 0                                                                | –                                                                |                      |
| 2. Aufstellungskreis |                                                                  |                                                                  |                                                                  |                                                                  |                      |
| Nikolaj Rosing       | 3.065                                                            | 65,7 %                                                           | 1                                                                | ▬ 0                                                              |                      |
| Ulrik Rosing         | 1.599                                                            | 34,3 %                                                           | 0                                                                | –                                                                |                      |
|                      |                                                                  |                                                                  |                                                                  |                                                                  |                      |
| Wahlberechtigte      | 17.238 1. Aufstellungskreis: 7.381 2. Aufstellungskreis: 9.857   | 17.238 1. Aufstellungskreis: 7.381 2. Aufstellungskreis: 9.857   | 17.238 1. Aufstellungskreis: 7.381 2. Aufstellungskreis: 9.857   | 17.238 1. Aufstellungskreis: 7.381 2. Aufstellungskreis: 9.857   |                      |
| Abgegebene Stimmen   | 8.429 1. Aufstellungskreis: 3.711 2. Aufstellungskreis: 4.718    | 8.429 1. Aufstellungskreis: 3.711 2. Aufstellungskreis: 4.718    | 8.429 1. Aufstellungskreis: 3.711 2. Aufstellungskreis: 4.718    | 8.429 1. Aufstellungskreis: 3.711 2. Aufstellungskreis: 4.718    |                      |
| Gültige Stimmen      | 8.332 1. Aufstellungskreis: 3.668 2. Aufstellungskreis: 4.664    | 8.332 1. Aufstellungskreis: 3.668 2. Aufstellungskreis: 4.664    | 8.332 1. Aufstellungskreis: 3.668 2. Aufstellungskreis: 4.664    | 8.332 1. Aufstellungskreis: 3.668 2. Aufstellungskreis: 4.664    |                      |
| Wahlbeteiligung      | 48,9 % 1. Aufstellungskreis: 50,3 % 2. Aufstellungskreis: 47,9 % | 48,9 % 1. Aufstellungskreis: 50,3 % 2. Aufstellungskreis: 47,9 % | 48,9 % 1. Aufstellungskreis: 50,3 % 2. Aufstellungskreis: 47,9 % | 48,9 % 1. Aufstellungskreis: 50,3 % 2. Aufstellungskreis: 47,9 % |                      |